# Jarhead 3 - Sotto assedio
Jarhead 3 - Sotto assedio (Jarhead 3: The Siege) è un film del 2016 diretto da William Kaufman. Il film è uscito direttamente in Home video DVD.

## Trama
Il caporale dei Marines Evan Albright si unisce alla squadra di sicurezza presso un'ambasciata degli Stati Uniti d'America in Medio Oriente. 

La squadra dei Marines considera la sede dell'ambasciata tranquilla, ma l'ultimo arrivato no; infatti, pochi giorni dopo il suo arrivo, l'ambasciata subisce un attacco da parte di terroristi ben armati e addestrati. La squadra di sicurezza si troverà a combattere per la propria sopravvivenza.